# حمید سلطان‌اف
حمید سلطان‌اف (ترکی آذربایجانی: Həmid Sultanov؛ ۲۶ مه ۱۸۸۹ – 1938 (aged ۴۸–۴۹)) سیاست‌مدار اهل امپراتوری روسیه بود.